# Calomyspoena santacruzi
Calomyspoena santacruzi är en spindelart som beskrevs av Léon Baert och Maelfait 1983. Calomyspoena santacruzi ingår i släktet Calomyspoena och familjen Mysmenidae. Inga underarter finns listade.